# قربان قربان‌اف
قربان قربان‌اف (انگلیسی: Gurban Gurbanov؛ زادهٔ ۱۳ آوریل ۱۹۷۲) سرمربی اهل جمهوری آذربایجان است.
از باشگاه‌هایی که در آن بازی کرده‌است می‌توان به باشگاه فوتبال توران تووز، باشگاه فوتبال نفتچی باکو، باشگاه فوتبال بالتیکا کالینینگراد، باشگاه فوتبال دینامو استاوروپول، باشگاه فوتبال وولگار آستراخان، باشگاه فوتبال قره‌باغ، و باشگاه فوتبال کشله اشاره کرد.
وی همچنین در تیم ملی فوتبال جمهوری آذربایجان بازی کرده‌است.